# Chabenecké sedlo

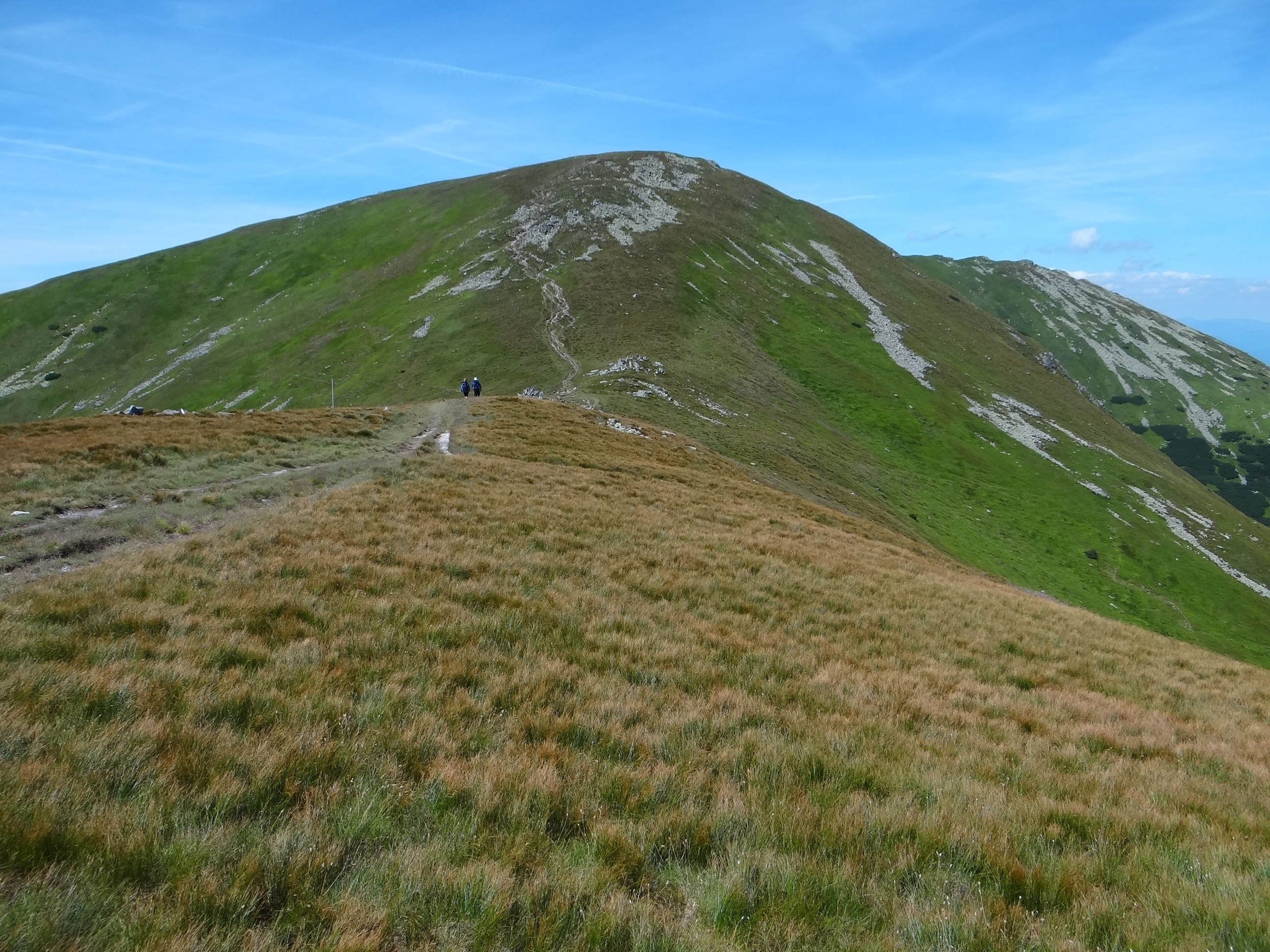
Widok z Kotlisk na Chabenec i Chabenecké sedlo

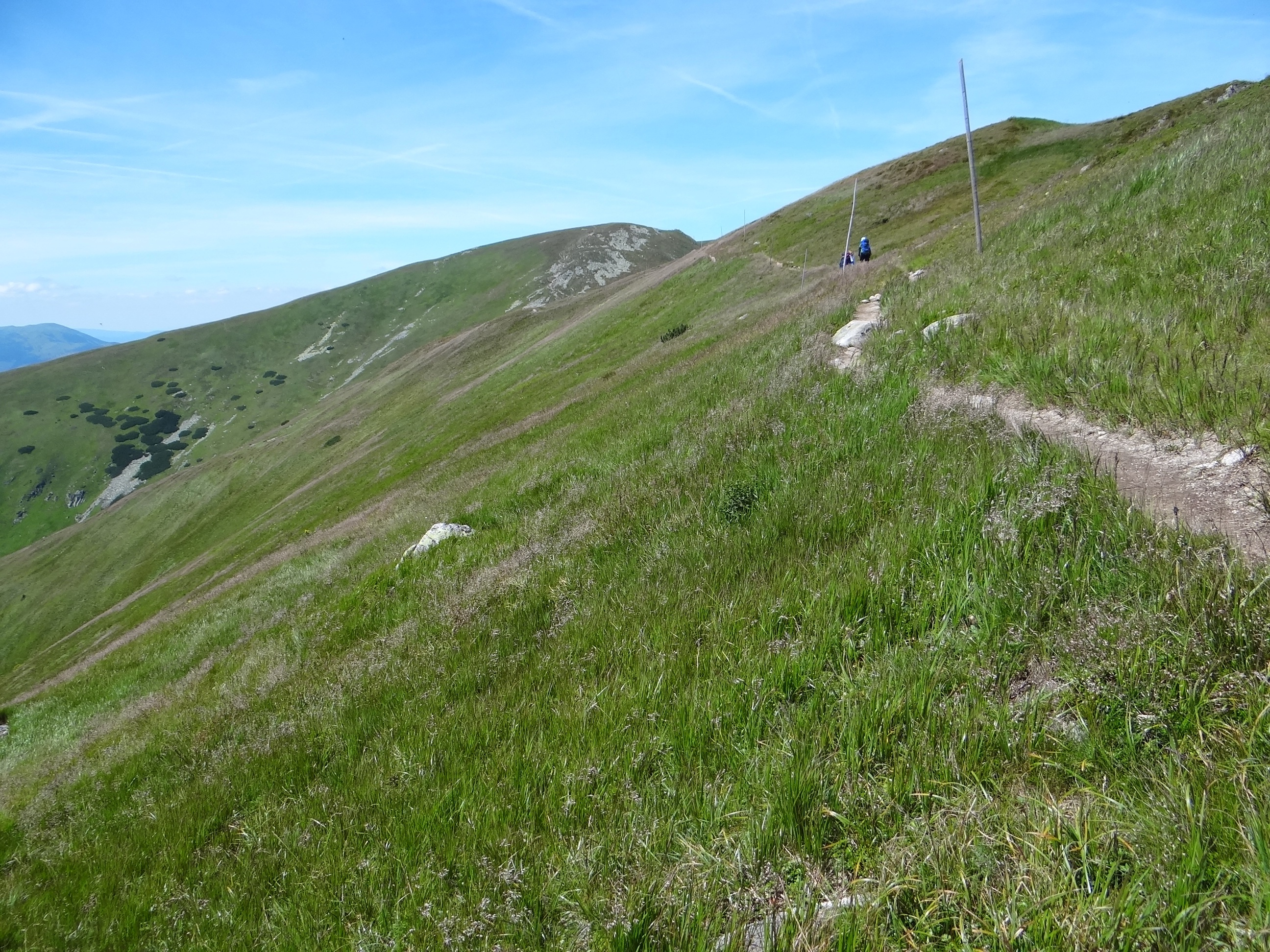
Szlak turystyczny przez Chabenecké sedlo

Chabenecké sedlo (pol. Przełęcz Chabeniecka; 1843 m) – przełęcz w Niżnych Tatrach na Słowacji.
Znajduje się w zachodniej części Niżnych Tatr, w tzw. Dumbierskich Tatrach. Leży w głównym grzbiecie niżnotatrzańskim, pomiędzy szczytami Chabeńca (1955 m) na zachodzie i Kotlisk (1937 m) na wschodzie, bliżej jednak tego pierwszego szczytu. Stanowi płytkie, halne obniżenie dość wyrównanego zresztą grzbietu. W kierunku północnym spod przełęczy opada dolinka Chabenec, będąca jedną z dwóch głównych odnóg górnej części Doliny Krzyskiej, natomiast ku południowi – Dolina Łomnista.
Grzbietem przez przełęcz biegnie czerwono znakowany magistralny szlak turystyczny Niżnych Tatr, tzw. Cesta hrdinov SNP. Jako przejście z Doliny Krzyskiej do Doliny Łomnistej przełęcz nie jest używana.

## Szlaki turystyczne
odcinek: Chopok – Deresze – sedlo Poľany – Poľana – Krížske sedlo – Kotliská – Chabenec. Czas przejścia: 2.25 h, ↓ 2.55 h
  odcinek: Sedlo pod Skalkou – Veľká hoľa – Latiborská hoľa – Sedlo Latiborskej hoľe – Sedlo Zámostskej hole – Ďurková – Sedlo Ďurkovej. Czas przejścia: 4.30 h, ↓ 3.20 h